# Ragnar Sandegren
Herman Ragnar Sandegren, född 15 januari 1887 i Uddevalla, död 26 juni 1966, var en svensk geolog. Han var far till Erik Sandegren.
Sandegren, som var son till bankkamreraren Otto Fredrik Harald Sandegren och Ellen Gertrud Iacobi, avlade mogenhetsexamen 1907 i Stockholm och studerade därefter vid Stockholms högskola, där han blev filosofie kandidat 1911, filosofie licentiat 1913 och filosofie doktor 1916. Han var främst lärjunge till Gerhard De Geer och Gustaf Lagerheim, men även till Rutger Sernander i Uppsala. Sandegren blev extra geolog vid Sveriges geologiska undersökning 1910 och var statsgeolog där 1917–1952.
Sandegren utgav, utöver 22 geologiska kartblad med beskrivningar inom södra och mellersta Sverige, bland annat bladen Skrikerum, Göteborg, Karlstad, Storvik och Gävle, ett hundratal vetenskapliga skrifter, huvudsakligen i kvartärgeologiska och växtgeografiska ämnen. Tillsammans med Carl Caldenius författade han det populärvetenskapliga arbetet Vårt land under och efter istiden (1925).
Sandegren var ordförande i Geografiska förbundet 1922–1924, sekreterare där 1943–1948, styrelseledamot i Geologiska Föreningen i Stockholm 1922–1939 och 1952–1956, sekreterare och redaktör för dess förhandlingar 1926–1937 och 1952–1954, redaktör 1955–1956 och ordföranden 1938.  Sedan 1928 redigerade han i Geologiska Föreningens i Stockholm förhandlingar i regel årliga, refererande bibliografier ("Revue annuelle") över svensk geologisk litteratur (1928–1929 enbart kvartärgeologisk sådan). På uppdrag av Geologiska föreningen upprättade generalregister (1920, 1930, 1940) över årgångarna 1910–1938 av föreningens förhandlingar. Förutom i grannländerna företog han  studieresor i Tyskland (bland annat 1911), Polen (1927) och Österrike (1936). Sedan 1928 var han korresponderande sekreterare för Sverige i International Association on Quaternary Research.